# Dunai (Primorje)
Dunai (russisch Дунай) ist eine Siedlung städtischen Typs mit 6980 Einwohnern (Stand 1. Oktober 2021) im Stadtkreis der geschlossenen Stadt Fokino, Region Primorje, die an der Küste der Peter-der-Große-Bucht liegt.

## Geschichte

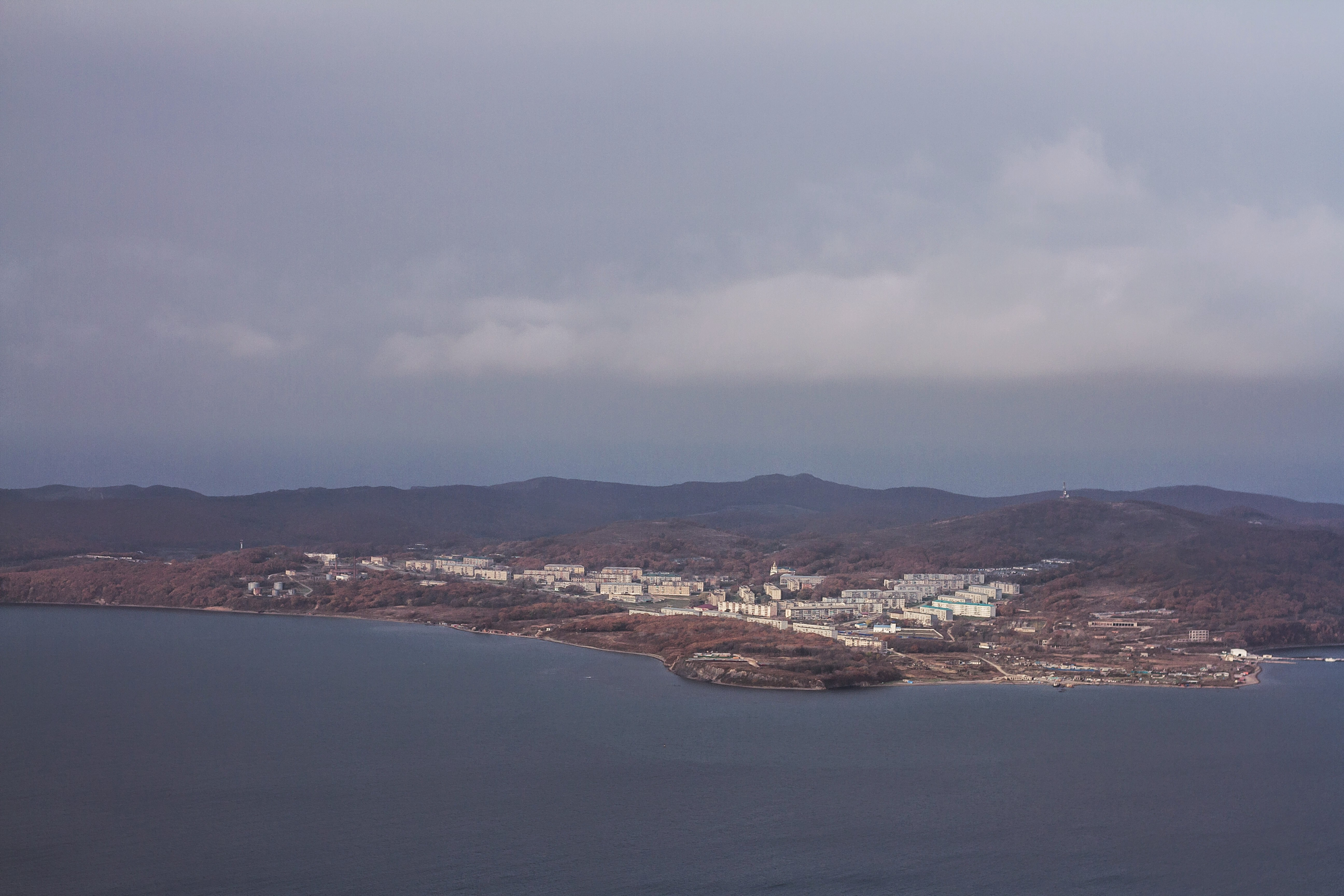
Gesamtansicht

Der Ort entstand 1907, als mehrere Familien aus Bessarabien, dem Gebiet der heutigen Republik Moldau in der Gegend des heutigen Dunai eintrafen. Sie benannten den Ort nach dem Fluss Donau (russisch Dunai). Die Versuche der ersten Siedler, dort wie in ihrem Herkunftsgebiet Weizen anzubauen, misslangen aufgrund der dafür ungünstigen klimatischen und Anbaubedingungen. Daher spezialisierten sich die Bewohner in Folge auf den Fischfang; vorwiegend wurden Fisch und Meeresfrüchte nach Wladiwostok verkauft.
Während des Russischen Bürgerkriegs kämpfte eine Partisanenabteilung auf dem Gebiet der Siedlung und verteidigte eine vorgelagerte Insel.
1929 wurde ein Fischerei-Artel gegründet, wodurch die Liefermengen von eingesalzenem Fisch nach Wladiwostok stiegen. Später wurde Fisch aus Dunai auch aus der Sowjetunion exportiert. Seit 1937 verbindet eine Eisenbahnstrecke Dunai mit Smoljaninowo, ab 1940 verkehrten Reisezüge.
Am 4. Oktober 1980 wurde die geschlossene Stadt Tichookeanski gebildet (heute Fokino), und das zuvor zum Schkotowski rajon gehörige Dunai deren Verwaltung unterstellt. Seit den 1980er-Jahren besitzt der Ort den Status einer Siedlung städtischen Typs.
Hauptwirtschaftszweig im Ort ist heute die Schiffsreparatur. Im historischen Teil des Ortes, (inoffiziell) „Alt-Dunai“ (russisch Старый Дунай, Stary Dunai), stehen Datschen, in denen die alteingesessenen Bewohner leben.
Bevölkerungsentwicklung
| Jahr | Einwohner |
| ---- | --------- |
| 1979 | 6343      |
| 2002 | 8599      |
| 2010 | 7581      |
| 2021 | 6980      |

Anmerkung: Volkszählungsdaten